# 맥도날드 천문대
맥도날드 천문대는 미국 텍사스주 제프 다비스 카운티의 포트 다비스의 비법인지구 근처에 위치해 있다. 이 시설은 웨스트 텍사스 다비스 산맥의 로크 산에 위치해 있으며 대략 1.3 킬로미터 북동쪽으로 포크스 산에 추가적인 시설이 있다. 이 천문대는 미국 오스틴의 텍사스 대학교 부속 시설로 해당 대학 자연 과학대의 연구 시설이다.
맥도날드 천문대는 천체에 관련한 짧은 대화들로 구성된 StarDate라는 평일 라디오 프로그램을 네셔널 퍼블릭 라디오와 그 외 대략 400 곳의 상업 라디오 스테이션으로 송출하고 있다.

## 역사

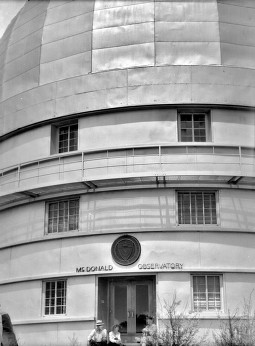
맥도날드 천문대

맥도날드 천문대는 원래 텍사스 대학에 천문대를 건립해달라며 거의 100만 달러의 기금을 남긴 텍사스 주의 은행가 윌리엄 존슨 맥도날드(1844-1926)의 기부로 설립되었다. 그의 자산은 처음에 그의 가족들의 상속 요구로 법적 공방에 휩싸였으나 텍사스 대학은 약 80만 달러의 기금을 받았고 곧 천문대는 로크 산에 준공되었다. 그 뒤 1939년 5월 5일, 당시 이름이 붙지 않았던 오토 스트럽 망원경이 설치되었고, 오토 스트럽 망원경은 당시 세계에서 두번째로 큰 규모의 망원경이었다. 맥도날드 천문대는 텍사스대학 오스틴으로 운영권이 양도된 1960년대까지 시카고 대학교와의 계약에 의해 운영되었으며 그 후 텍사스대학 오스틴의 책임자는 할란 J. 스미스였다.
현재 맥도날드 천문대에서는 행성계, 별과 분광학, 성간매질, 외부은하천문학, 이론 천문학 등을 포함한 다양한 분야의 프로젝트들과 주제가 연구되고 있다.
책임자
- 오토 스트럽 (Otto Struve, 1932-1950)
- 제러드 피터 키이퍼 (Gerard Peter Kuiper, 1947.09-1949.07, 1957-1959.03)
- 벤그트 조지 다니엘 스트룀그렌 (Bengt Georg Daniel Strömgren, 1951.01–1957.08)
- 윌리엄 윌슨 모간 (William Wilson Morgan, 1959.04-1963.08)
- 할란 제임스 스미스 (Harlan James Smith, 1963.09-1989)
- 프랭크 N. 배쉬 (Frank N. Bash, 1989-2003)[4]
- 데이빗 L. 렘버트 (David L. Lambert, 2003-2014)[5]
- 테프트 E. 아르멘드로프 (Taft E. Armandroff) (2014–현재)[6]

## 천문대

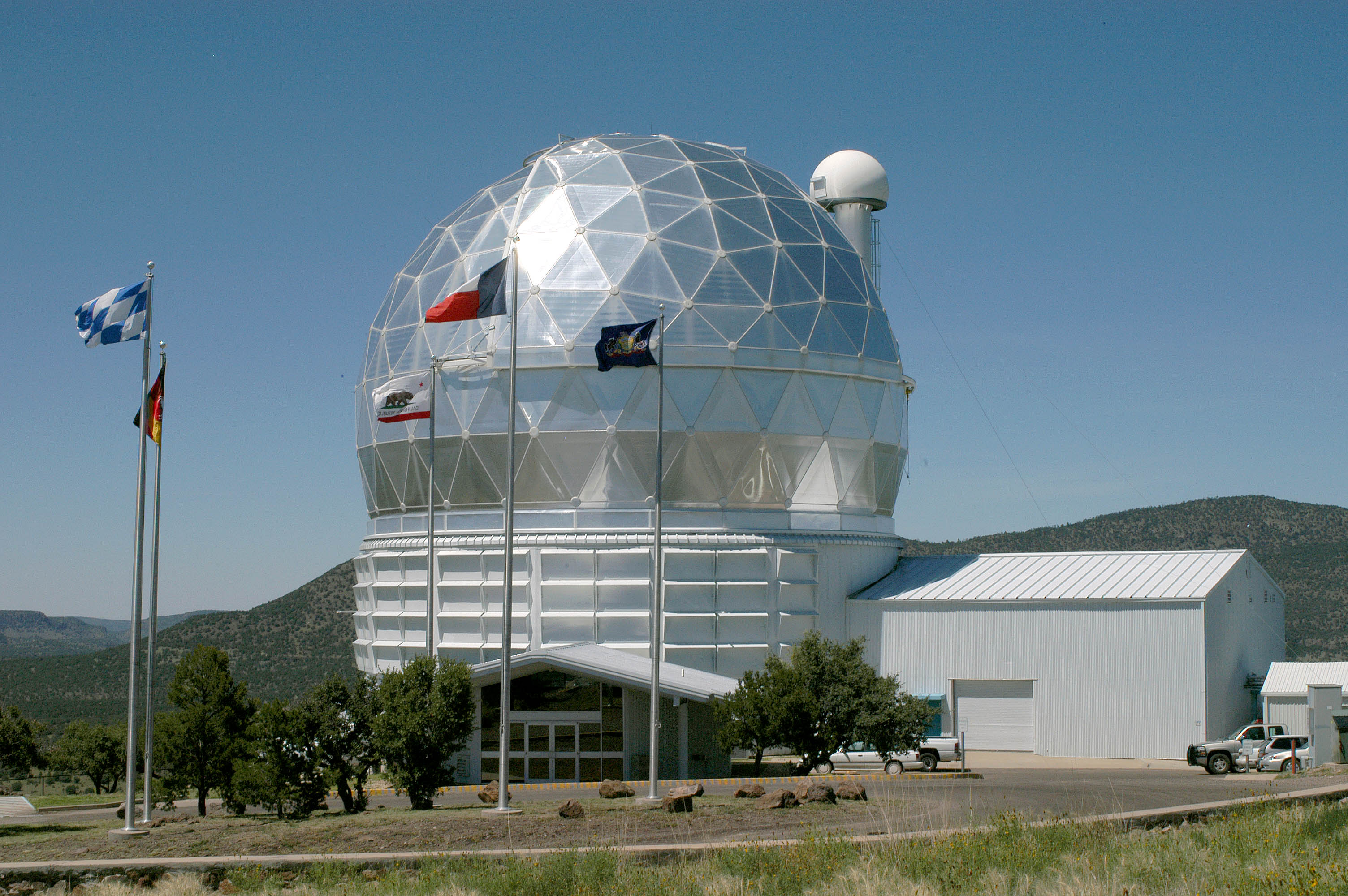
10m 호비-에버리 망원경의 돔. 세계에서 가장 큰 광학 망원경의 돔이다.

맥도날드 천문대는 광학에서의 이미징과 분광학, 적외선 스펙트럼 등에서 다양한 범위의 설비들을 보유하고 있으며, 최초로 달 레이저 거리 측정소를 운영하였다. 이 천문대는 자체적인 관리권을 유지한 체 텍사스 대학 오스틴의 천문학부와 긴밀히 협력하며 운영한다. 다비스 산맥의 높고 마른 봉우리에선 지역 하늘이 아주 어둡고 맑으며 이 점이 천체 연구에 탁월한 조건을 제공한다.

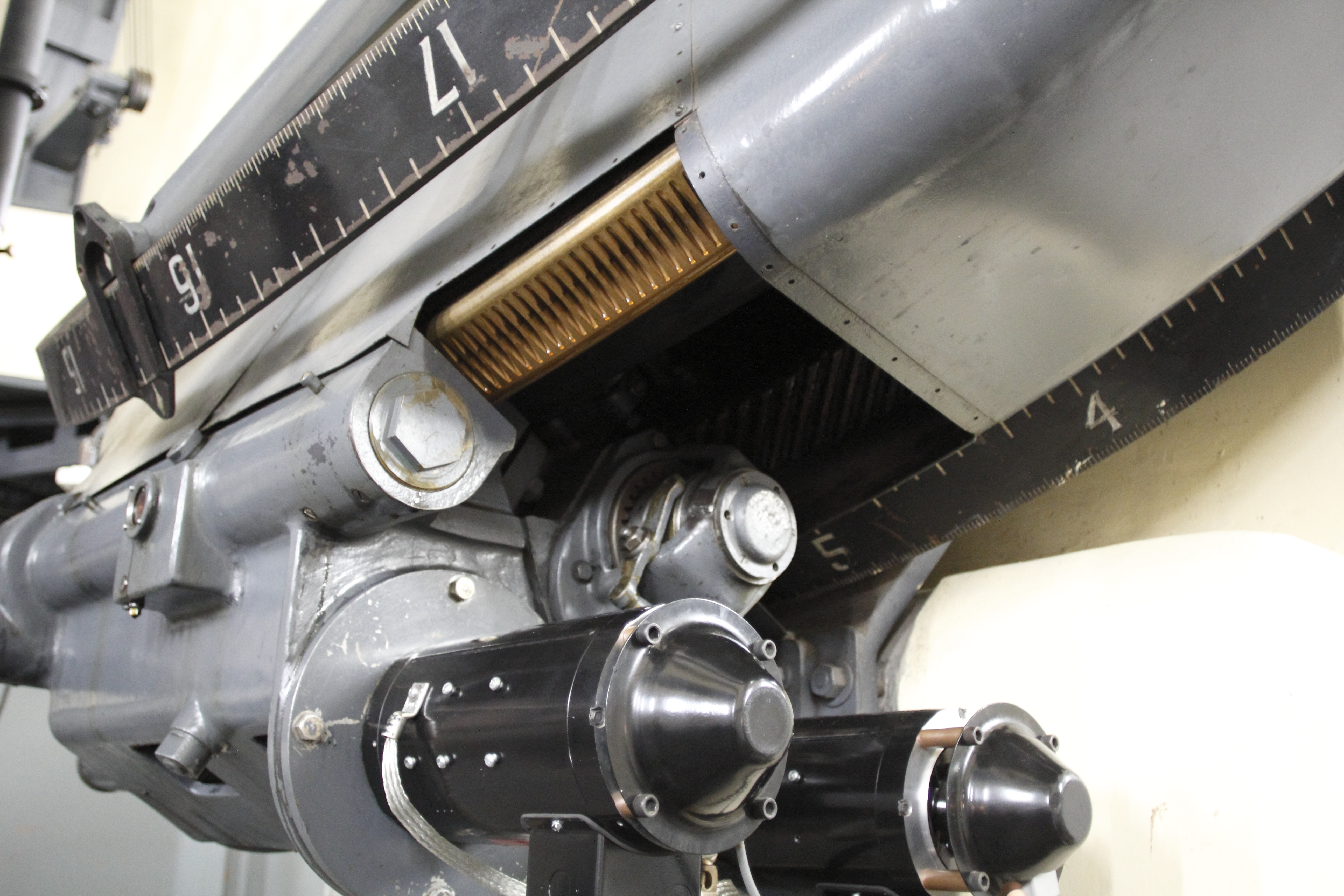
미국 텍사스 주의 맥도날드 천문대에 있는 오토 스트럽 망원경의 전자 모터와 위치 센서들.

오토 스트럽 망원경은 1939년에 설치되었으며 천문대에 처음으로 설치된 거대 망원경이었다. 이 망원경은 로크산의 고도 2,070 미터 (6,790 ft)에 위치해 있다. 텍사스 주의 Spur 78번 고속도로가 통과하는 로크산의 정상은 텍사스 고속도로 중 가장 높은 지점이다. 할란 J. 스미스 망원경 또한 로크 산에 1968년 설치되었다.
호비-에버리 망원경 (Hobby-Eberly Telescope, HET)은 1997년 말에 설치되었으며, 포크스 산 정상으로 수평면에서 2,030 미터 (6,660 ft) 높이에 위치해 있다.이 망원경은 텍사스 대학 오스틴, 펜실베니아 주립대학교, 뮌헨의 루드비히 막시밀리안 대학, 괴팅겐의 조지-어거스트 대학교공동으로 운영된다. 2012년, HET는 남부 아프리카 거대 망원경 (SALT)과 묶여 세계에서 다섯 번째의 거대 망원경이 되었다. 그러나, 그 비용은 오늘날의 다른 비슷한 크기의 거대 망원경에 비해 약 20% 정도이며 이는 이 망원경이 분광학에 최적화되었기 때문이다.

## 망원경

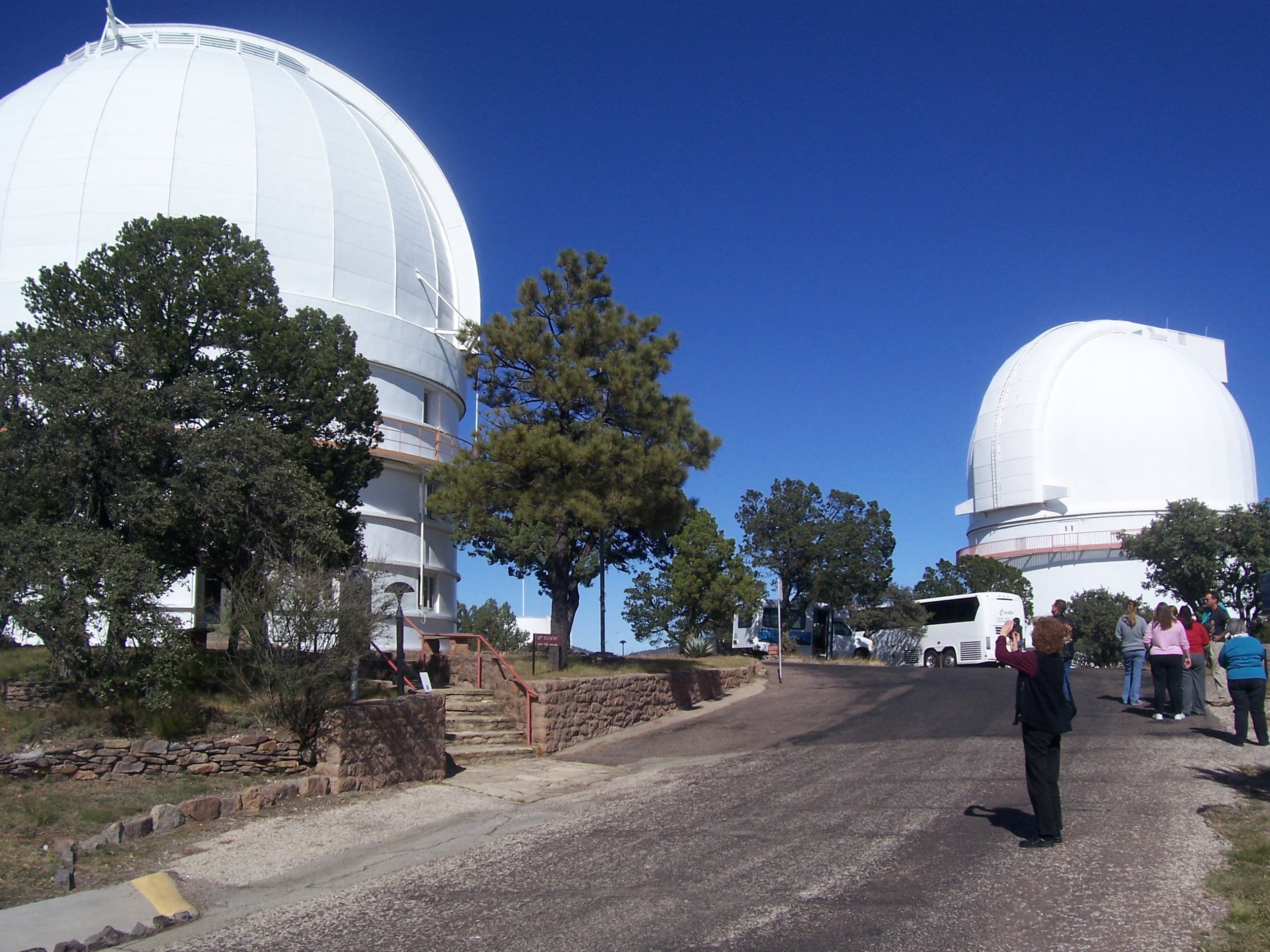
2.1m 오토 스트럽 망원경의 돔 (왼쪽) 및 2.7m 할란 J. 스미스 망원경의 돔 (오른쪽)

현재, 천문대에서는 웨스트 택사스에 네 개의 망원경을 운영하고 있다 :
- 포크스 산의 10 미터 (390 in) 호비-에버리 망원경
- 로크 산의 107 인치 (2.7 m) 할란 J. 스미스 망원경
- 로크 산의 82 인치 (2.1 m) 오토 스트럽 망원경
- 로크 산의 30 인치 (0.76 m) 라지 포맷 이미징 망원경[14][15]

이전에 연구 목적으로 사용되었던 36 인치 (0.91 m) 망원경은 지금은 방문자 프로그램을 위해 사용되고 있다.

### 임차 망원경
로크 산과 포크스 산에는 또한 다른 천문대 소유의 설비들이 있다:
- 로크 산에 있는 1.2 미터 (47 in) 모니터링 네트워크 망원경 (MONET) 북쪽 망원경은 서덜랜드의 남 아프리카 천문대의 시설이다. 하프만 텔레스콥테크닉에 의해 건설되었다.[18]
- 맥도날드 레이저 거리 측정시스템 (MLRS)은 위성 레이저 거리 측정과 달 레이저 거리 측정을 위해 포크스 산에 0.76 미터 (30 in) 망원경을 운영한다.[19]
- 보스턴 대학 소유의 0.5 미터 (20 in) 리체-크레티앵 반사체는 광학적 초고층 대기 물리학 연구를 위해 로크산에서 운영되고 있다.[20]
- 0.4 미터 (16 in) 로봇 광학 순간 서치 익스페이언스 (ROTSE) 반사체는 감마선 폭발의 광학적 신호를 찾기 위해 포크스 산에서 운영되고 있다.[21]

### 이전 망원경
- 4.9 미터 (16 ft) 밀리미터 파동 천문대 (MWO) 전파 망원경이 1988년까지 로크 산에서 운영되었다.[22] MWO는 미 텍사스대학 오스틴 천문학부와 전자공학부의 공동 프로젝트였다. 접시 안테나가 설치되었던 곳은 지금은 텍사스대학 건축대학의 솔라 디캐슬론을 위한 입구가 되었고 스탭들 숙소로 이용되고 있다.[23]

## 기후
천문대는 시원하고 건조한 겨울과 뜨겁고 건조한 여름의 반 건조 기후(Koppen BSk)이다.
- 좌표: 북위 30° 42′ 19″ 서경 104° 01′ 24″ / 북위 30.70528°  서경 104.02333°
- 고도: 6,790 피트 (2,070 m)[24]

| Mount Locke, Texas (Jan 1, 1935–Mar 31, 2013)의 기후             | Mount Locke, Texas (Jan 1, 1935–Mar 31, 2013)의 기후 | Mount Locke, Texas (Jan 1, 1935–Mar 31, 2013)의 기후 | Mount Locke, Texas (Jan 1, 1935–Mar 31, 2013)의 기후 | Mount Locke, Texas (Jan 1, 1935–Mar 31, 2013)의 기후 | Mount Locke, Texas (Jan 1, 1935–Mar 31, 2013)의 기후 | Mount Locke, Texas (Jan 1, 1935–Mar 31, 2013)의 기후 | Mount Locke, Texas (Jan 1, 1935–Mar 31, 2013)의 기후 | Mount Locke, Texas (Jan 1, 1935–Mar 31, 2013)의 기후 | Mount Locke, Texas (Jan 1, 1935–Mar 31, 2013)의 기후 | Mount Locke, Texas (Jan 1, 1935–Mar 31, 2013)의 기후 | Mount Locke, Texas (Jan 1, 1935–Mar 31, 2013)의 기후 | Mount Locke, Texas (Jan 1, 1935–Mar 31, 2013)의 기후 | Mount Locke, Texas (Jan 1, 1935–Mar 31, 2013)의 기후 |
| 월                                                               | 1월                                                  | 2월                                                  | 3월                                                  | 4월                                                  | 5월                                                  | 6월                                                  | 7월                                                  | 8월                                                  | 9월                                                  | 10월                                                 | 11월                                                 | 12월                                                 | 연간                                                 |
| ---------------------------------------------------------------- | ---------------------------------------------------- | ---------------------------------------------------- | ---------------------------------------------------- | ---------------------------------------------------- | ---------------------------------------------------- | ---------------------------------------------------- | ---------------------------------------------------- | ---------------------------------------------------- | ---------------------------------------------------- | ---------------------------------------------------- | ---------------------------------------------------- | ---------------------------------------------------- | ---------------------------------------------------- |
| 역대 최고 기온 °F (°C)                                           | 80 (27)                                              | 79 (26)                                              | 88 (31)                                              | 94 (34)                                              | 96 (36)                                              | 104 (40)                                             | 100 (38)                                             | 104 (40)                                             | 96 (36)                                              | 94 (34)                                              | 82 (28)                                              | 80 (27)                                              | 104 (40)                                             |
| 일평균 최고 기온 °F (°C)                                         | 53.5 (11.9)                                          | 56.9 (13.8)                                          | 63.7 (17.6)                                          | 71.4 (21.9)                                          | 78.6 (25.9)                                          | 84.5 (29.2)                                          | 82.7 (28.2)                                          | 81.3 (27.4)                                          | 76.6 (24.8)                                          | 70.5 (21.4)                                          | 61.2 (16.2)                                          | 54.4 (12.4)                                          | 69.6 (20.9)                                          |
| 일일 평균 기온 °F (°C)                                           | 42.7 (5.9)                                           | 45.4 (7.4)                                           | 51.0 (10.6)                                          | 58.3 (14.6)                                          | 65.5 (18.6)                                          | 71.4 (21.9)                                          | 70.8 (21.6)                                          | 69.8 (21.0)                                          | 65.5 (18.6)                                          | 59.3 (15.2)                                          | 50.0 (10.0)                                          | 44.0 (6.7)                                           | 57.8 (14.3)                                          |
| 일평균 최저 기온 °F (°C)                                         | 32.0 (0.0)                                           | 33.9 (1.1)                                           | 38.2 (3.4)                                           | 45.2 (7.3)                                           | 52.4 (11.3)                                          | 58.2 (14.6)                                          | 58.9 (14.9)                                          | 58.4 (14.7)                                          | 54.4 (12.4)                                          | 48.0 (8.9)                                           | 38.7 (3.7)                                           | 33.6 (0.9)                                           | 46.0 (7.8)                                           |
| 역대 최저 기온 °F (°C)                                           | −10 (−23)                                            | −6 (−21)                                             | 4 (−16)                                              | 11 (−12)                                             | 26 (−3)                                              | 36 (2)                                               | 40 (4)                                               | 40 (4)                                               | 29 (−2)                                              | 13 (−11)                                             | 8 (−13)                                              | −2 (−19)                                             | −10 (−23)                                            |
| 평균 강수량 인치 (mm)                                            | 0.68 (17)                                            | 0.49 (12)                                            | 0.40 (10)                                            | 0.50 (13)                                            | 1.63 (41)                                            | 2.49 (63)                                            | 3.83 (97)                                            | 3.69 (94)                                            | 2.95 (75)                                            | 1.61 (41)                                            | 0.61 (15)                                            | 0.60 (15)                                            | 19.46 (494)                                          |
| 평균 강설량 인치 (cm)                                            | 1.9 (4.8)                                            | 0.8 (2.0)                                            | 0.2 (0.51)                                           | 0.1 (0.25)                                           | 0.0 (0.0)                                            | 0.0 (0.0)                                            | 0.0 (0.0)                                            | 0.0 (0.0)                                            | 0.0 (0.0)                                            | 0.1 (0.25)                                           | 0.4 (1.0)                                            | 1.2 (3.0)                                            | 4.7 (12)                                             |
| 평균 강수일수 (≥ 0.001)                                          | 3.75                                                 | 3.13                                                 | 2.62                                                 | 2.77                                                 | 5.93                                                 | 8.75                                                 | 12.00                                                | 11.56                                                | 9.32                                                 | 5.91                                                 | 2.94                                                 | 3.29                                                 | 71.45                                                |
| 출처: Western Regional Climate Center, Desert Research Institute |                                                      |                                                      |                                                      |                                                      |                                                      |                                                      |                                                      |                                                      |                                                      |                                                      |                                                      |                                                      |                                                      |

## 방문

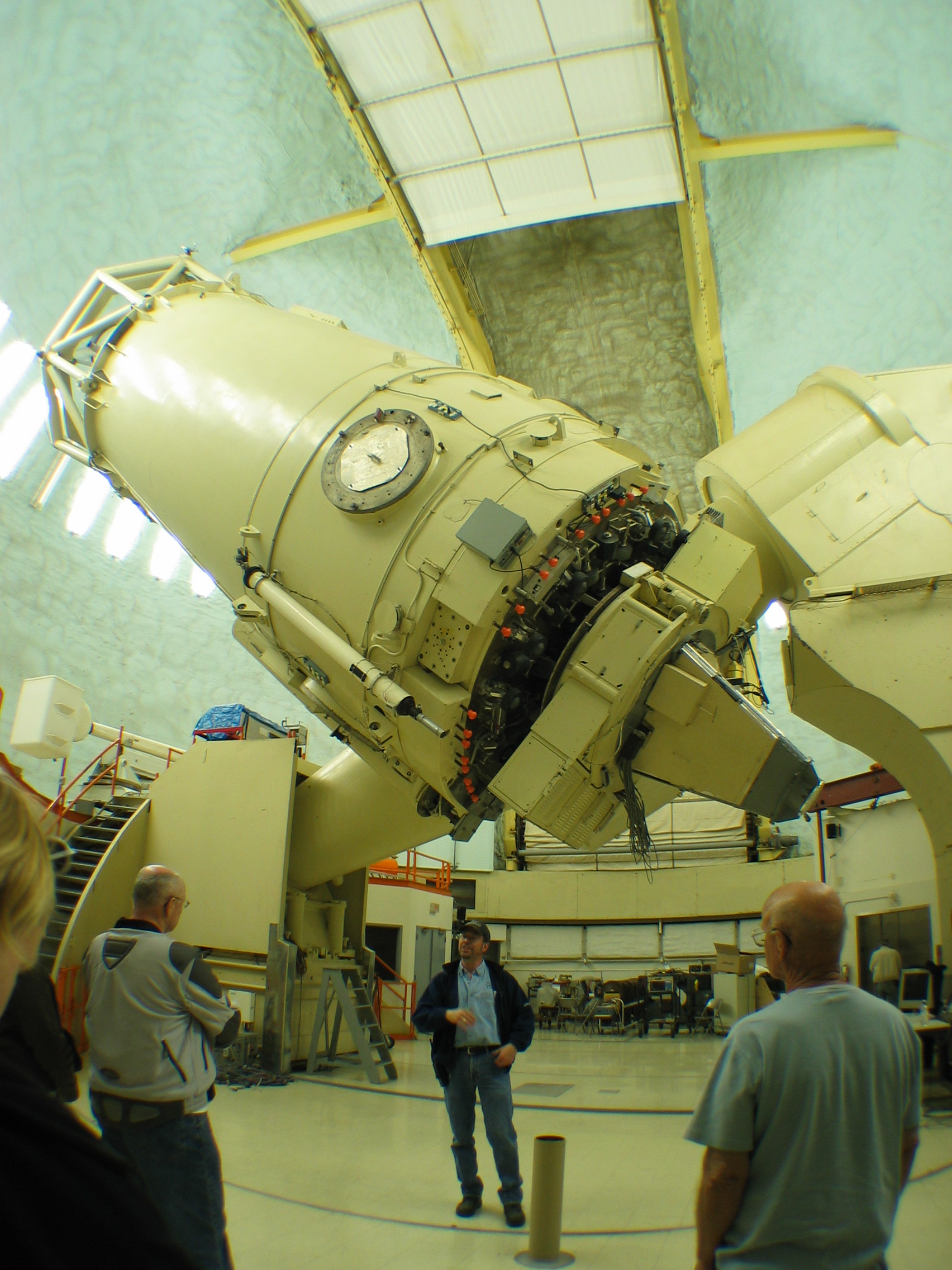
가이드 투어 중 돔 내부의 할란 J. 스미스 망원경.

프랭크 N. 배쉬 방문자 센터는 로크 산과 포크스 산 사이에 위치하고 있으며 카페, 키프트 샵, 그리고 대화형 전시홀이 있다. 방문자 센터에는 매일 넓은 극장에서 실시간 태양 관찰 프로그램과 천문대에서 가장 큰 망원경의 투어를 실시하고 있으며 또한 매 화요일과 금요일, 토요일 저녁에 별 파티를 주최하고 있다. 별 파티에 참석한 방문객들은 공원에서 다양한 사이즈의 망원경을 사용할 수 있으며, 그 중에는 휠체어로 접근 가능한 렌 마카리오 망원경(파운드 망원경)이 있다. 그 외 즐길 수 있는 여러 실내 프로그램이 있다.
방문객들이 자유롭게 머물며 0.9m 망원경과 스트럽 망원경 (2.1m), 스미스 망원경 (2.7m)의 접안렌즈를 이용해 직접 별을 관측할 수 있는 스페셜 뷰잉 나잇이 예약제로 운영되고 있다. 스트럽 망원경은 몇 해동안 이용할 수 없었지만 2013년 6월에 다시 공개 행사에 다시 돌아왔다.

## 갤러리

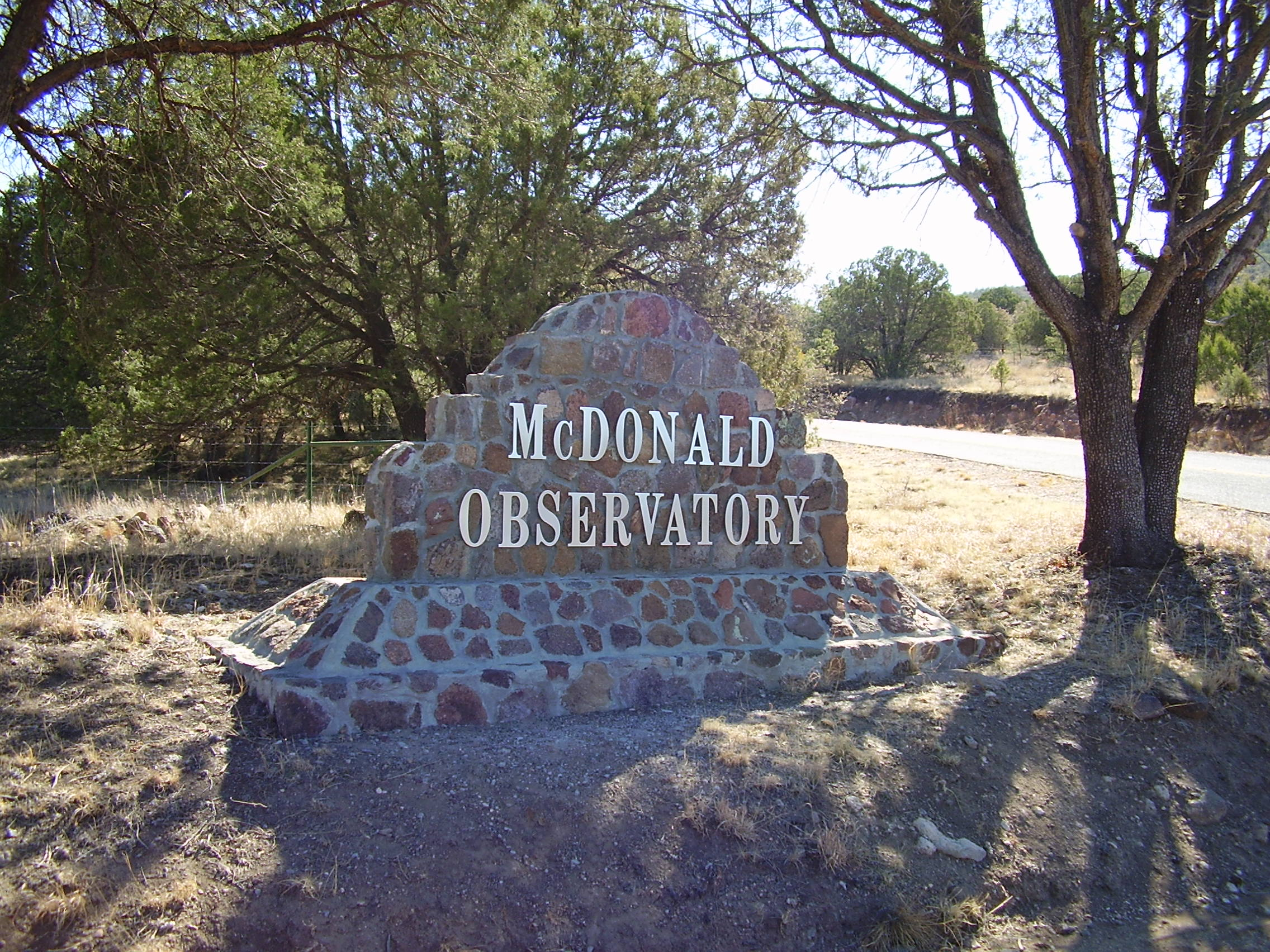
천문대 입구
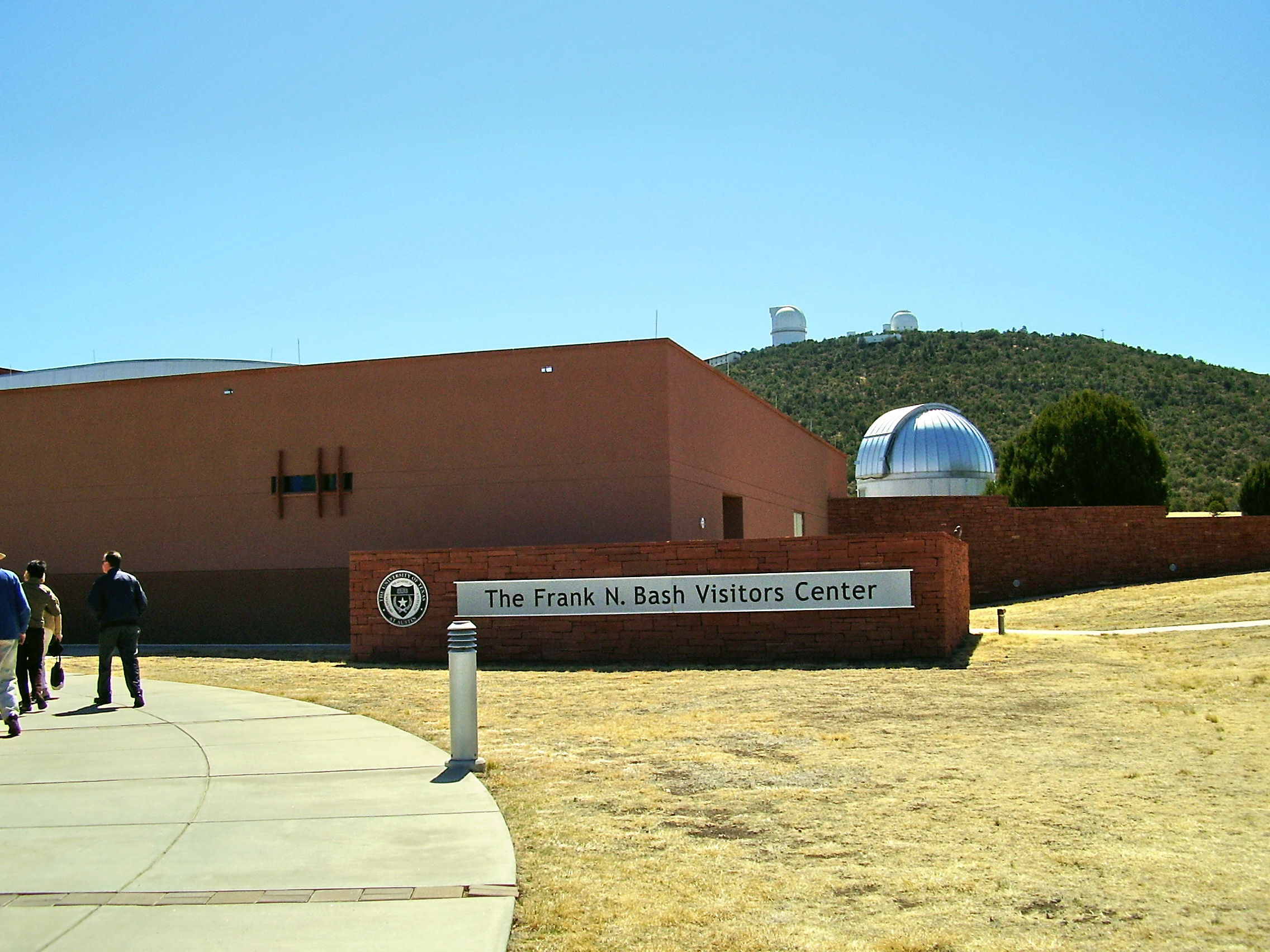
프랭크 N. 배쉬 방문자 센터
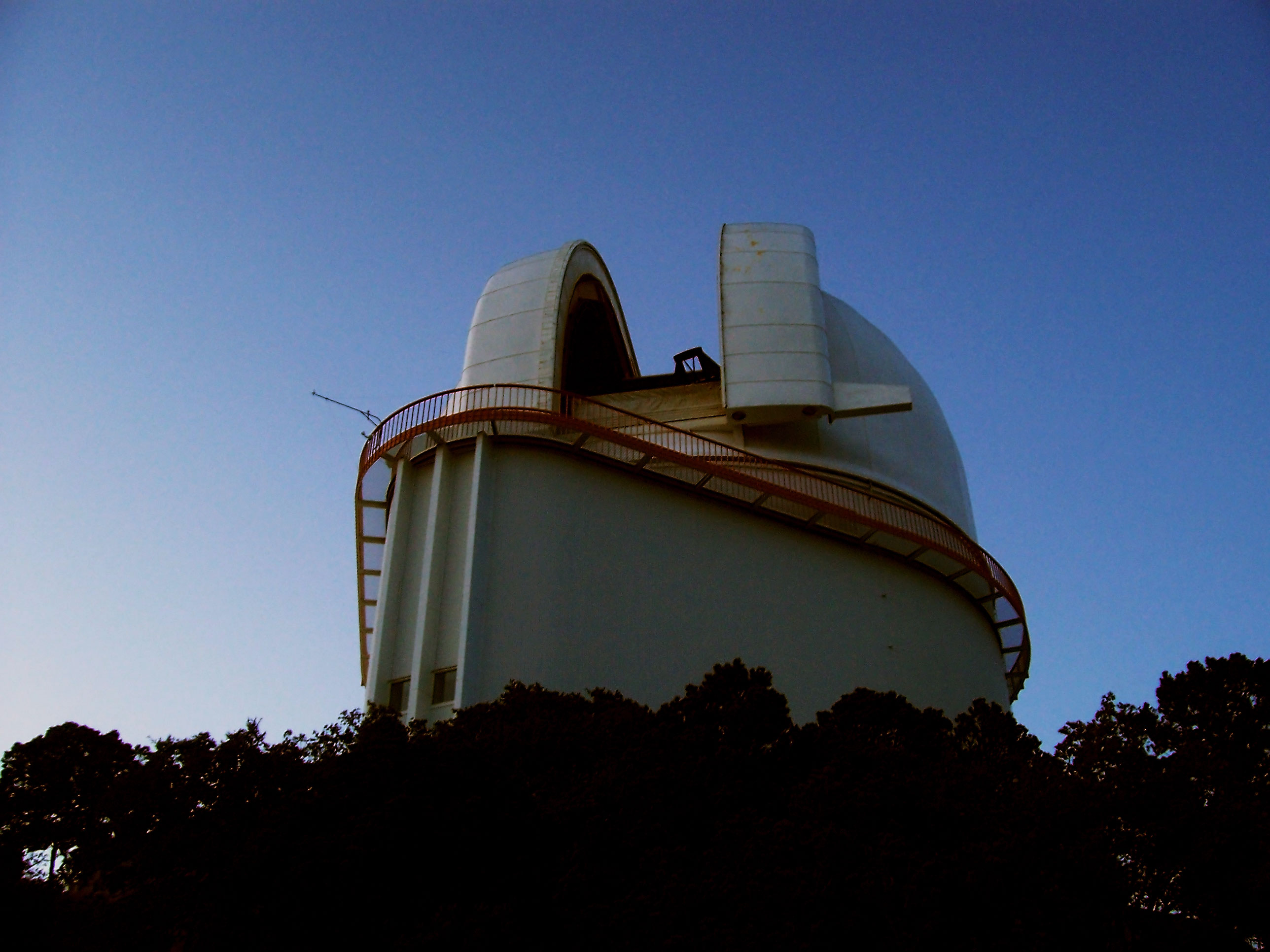
관측을 준비하는 할란 J. 스미스 망원경
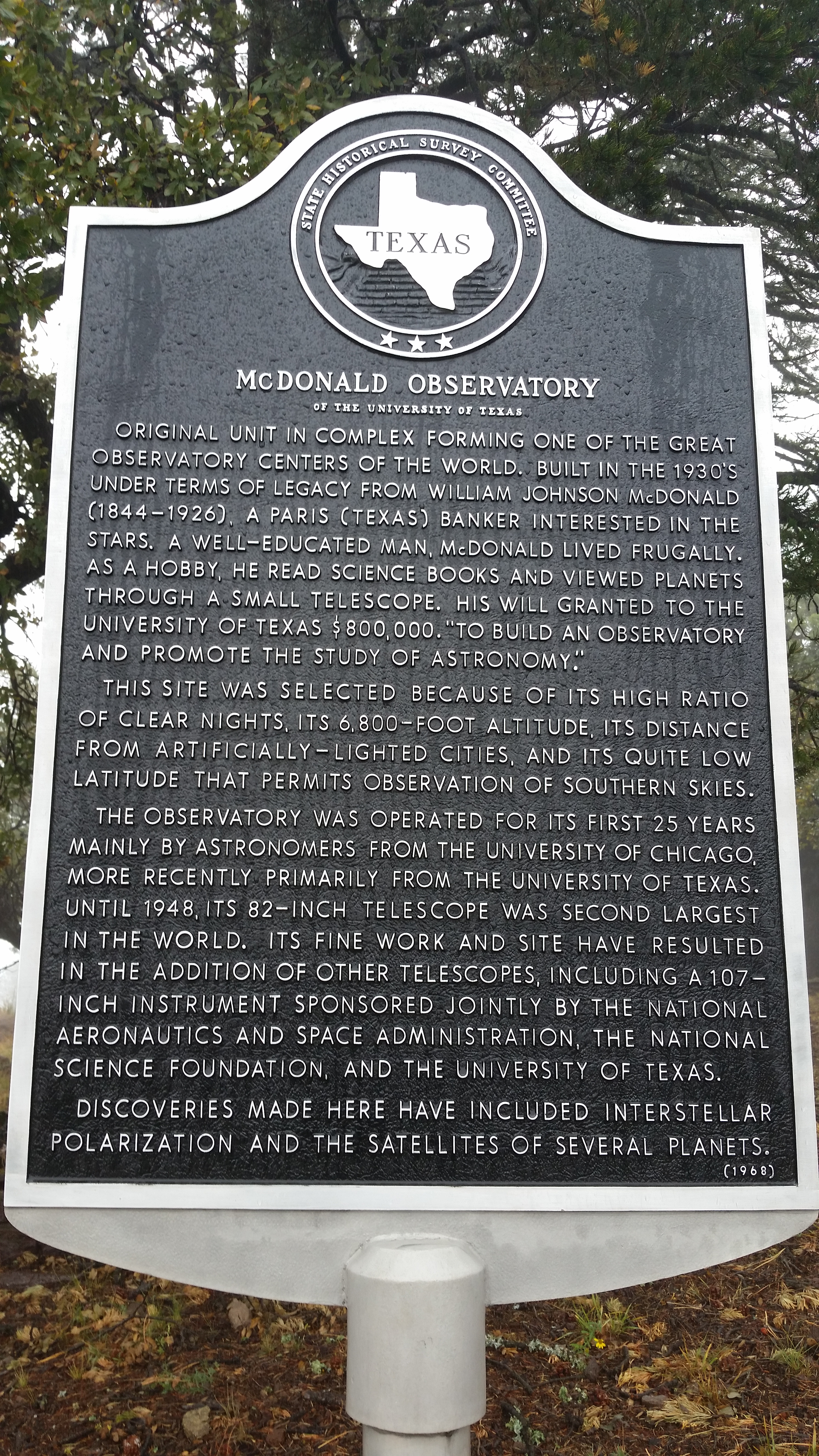
텍사스 역사 마커
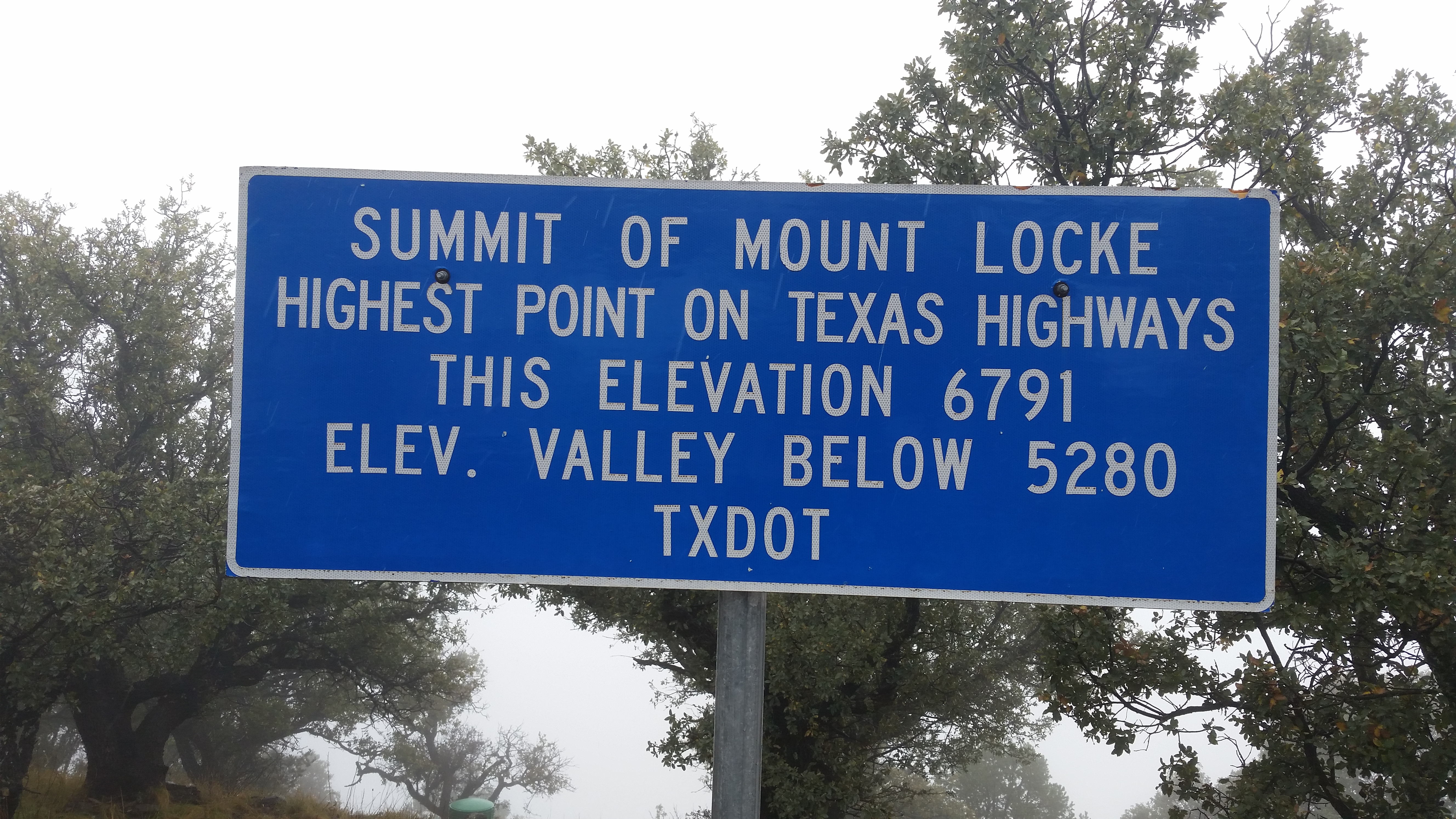
맥도날드 관측소에 있는 텍사스주 고속도로 표지판

## 같이 보기
- StarDate (맥도날드 천문대가 송출하는 라디오 프로그램)
- 천문대 목록